# Norse Atlantic Airways
Norse Atlantic Airways ist eine norwegische Billigfluggesellschaft mit Sitz in Arendal. Sie befindet sich vollständig im Besitz der Norse Atlantic ASA.

## Geschichte
Norse Atlantic Airways wurde am 1. Januar 2021 von Bjørn Tore Larsen gegründet. Am 20. Dezember 2021 wurde die erste Boeing 787-9 an Norse Atlantic Airways ausgeliefert, das Flugzeug ist von BOC Aviation geleast und gehörte zuvor zur Flotte von Norwegian Air Sweden. Am 29. Dezember 2021 wurde Norse Atlantic Airways das Air Operator Certificate erteilt. Am 14. Januar 2022 erteilte das Verkehrsministerium der Vereinigten Staaten die Genehmigung für Flüge von Norwegen und der Europäischen Union in die Vereinigten Staaten. Am 14. April 2022 gab Norse Atlantic Airways bekannt, jeweils zwei Boeing 787-8 und 787-9 ab dem zweiten Quartal 2022 für 18 Monate an Air Europa zu verleasen.
Am 29. April 2022 begann der Ticketverkauf, am 14. Juni 2022 wurde mit einem Flug von Oslo zum John F. Kennedy International Airport in New York City der kommerzielle Flugbetrieb aufgenommen.

## Flugziele

Flugziele von Norse Atlantic Airways

Norse Atlantic Airways fliegt von Oslo-Gardermoen derzeit drei Ziele in den Vereinigten Staaten an. Seit dem 17. August 2022 gibt es vom Flughafen Berlin Brandenburg aus eine tägliche Verbindung zum John F. Kennedy International Airport in New York City. Vom 19. August bis Mitte Oktober 2022 gab es zudem drei wöchentliche Verbindungen, am Mittwoch, Freitag und Sonntag, nach Los Angeles. Darüber hinaus ist ab dem 7. Dezember 2022 eine Verbindung nach Fort Lauderdale geplant. Im Winter 2023/4 fliegt Norse statt nach New York nach Miami, einmal wöchentlich am Freitag (zurück donnerstags). Ab Mai wird dann wieder von Miami auf New York umgestellt werden.

### Antarktis
Am 15. November 2023 landete die aus Oslo kommende Boeing 787 LN-FNC der Norse Atlantic erstmalig auf dem  Troll Airfield, einer 3000 m langen und 60 m breiten Eispiste bei der norwegischen Troll-Forschungsstation im antarktischen Königin-Maud-Land. Bei diesem Charterflug, der eine Zwischenlandung in Kapstadt eingelegt hatte, wurden 45 Passagiere und 12 Tonnen Versorgungsgüter transportiert. Dies war zugleich die erste Landung einer Boeing 787 auf dem antarktischen Kontinent.

## Flotte
Mit Stand April 2025 besteht die Flotte von Norse Atlantic Airways aus acht Flugzeugen mit einem Durchschnittsalter von 6,5 Jahren.
| Flugzeugtyp             | Anzahl | bestellt | Anmerkungen                             | Sitzplätze (Eco+/Eco)     | Durchschnittsalter |
| ----------------------- | ------ | -------- | --------------------------------------- | ------------------------- | ------------------ |
| Boeing 787-9 Dreamliner | 7      |          | eine inaktiv; eine betrieben für IndiGo | 338 (56/282) 344 (35/309) | 6,8 Jahre          |
| Gesamt                  | 7      | -        |                                         |                           | 6,8 Jahre          |

## Norse Atlantic UK
Die Norse Atlantic UK wurde am 10. Mai 2021 als Tochtergesellschaft mit Sitz in  Crawley, West Sussex gegründet und startete ihre Aktivitäten am 23. Mai 2023.
Ihre ersten Flugziele waren Orlando, Florida und Fort Lauderdale, Florida.

### Flotte
Mit Stand April 2025 besteht die Flotte von Norse Atlantic UK aus fünf Flugzeugen mit einem Durchschnittsalter von 6,6 Jahren.
| Flugzeugtyp             | Anzahl | bestellt | Anmerkungen | Sitzplätze (Eco+/Eco) | Durchschnittsalter |
| ----------------------- | ------ | -------- | ----------- | --------------------- | ------------------ |
| Boeing 787-9 Dreamliner | 4      |          |             | 338 (56/282)          | 6,6 Jahre          |
| Gesamt                  | 4      | -        |             |                       | 6,6 Jahre          |